# Гумерово (Кушнаренковский район)
Гумерово (баш. Ғүмәр) — деревня в Кушнаренковском районе Республики Башкортостан Российской Федерации. Входит в состав Горьковского сельсовета.

## География
Стоит на реке Саярыш.

### Географическое положение
Расстояние до:
- районного центра (Кушнаренково): 28 км,
- центра сельсовета (Иликово): 6 км,
- ближайшей ж/д станции (Уфа): 86 км.

## История
В «Списке населенных мест по сведениям 1870 года», изданном в 1877 году, населённый пункт упомянут как деревня Гумерова 4-го стана Бирского уезда Уфимской губернии. Располагалась при речке Карамале, по левую сторону почтового тракта из Бирска в Мензелинск, в 55 верстах от уездного города Бирска и в 35 верстах от становой квартиры в деревне Дюртюли. В деревне, в 75 дворах жили 539 человек (278 мужчин и 261 женщина, тептяри, мещеряки), была мечеть. Жители занимались земледелием, скотоводством, пчеловодством.
До упразднения уездно-губернского деления была в составе Московской волости.

## Население
| 2002 | 2009 | 2010 |
| ---- | ---- | ---- |
| 208  | ↗237 | ↘184 |

Национальный состав
Согласно переписи 2002 года, преобладающие национальности — татары (98 %), башкиры (2 %).

## Инфраструктура
Личное подсобное хозяйство с зоной сельскохозяйственного использования, индивидуальная застройка усадебного типа.